# نادي ارحابا
نادي ارحابا الرياضي هو نادي كرة قدم أردني مقره في أرحبا في لواء المزار الشمالي، ويتنافس حالياً في دوري الدرجة الثانية الأردني، وهو المستوى الثالث لكرة القدم الأردنية،

## تاريخه
شارك نادي ارحابا في دوري الدرجة الثالثة لعام 2023، حيث شارك في المجموعة الثانية، إلى جانب فرق من شمال إربد، وفي نهاية المطاف، نجح نادي ارحابا في التأهل من مجموعته وتغلب على مؤاب 9-8 بركلات الترجيح، بعد التعادل 1-1 في ربع النهائي، ليصعد إلى دوري الدرجة الثانية الأردني، 

### موسم 2024
سيشارك نادي ارحابا في دوري الدرجة الثانية الأردني 2024 ضمن المجموعة الثانية. 

## روابط خارجية
- نادي أرحبة الرياضيSoccerway
- نادي ارحابا